# Transports en commun de Moulins
Aléo est un réseau de transports en commun urbain français centré sur la ville de Moulins, en France. L'autorité organisatrice de transport urbain de ce réseau est la communauté d'agglomération de Moulins — connue en tant que Moulins Communauté — laquelle délègue, depuis le 1er septembre 2019, son exploitation à la société Keolis Moulins qui est une filiale de Keolis (groupe SNCF).

## Présentation
Le réseau Aléo dessert la totalité des communes de l'agglomération moulinoise avec sa ligne essentielle (ligne A), ses deux lignes principales (lignes B et C), ses 7 lignes scolaires (lignes D, E, F, G, H, I et J) et son service de transport à la demande (T.A.D.). À cela s'ajoute son service de location de vélos manuels ou à assistance électrique.

## Historique

### 1990–2006 (période Transports Guichard)
À son lancement en 1990, le réseau, dont le nom commercial était Maybus lequel était la filiale locale de Transports Guichard, disposait de trois lignes et huit véhicules desservant les communes d'Avermes, Moulins et Yzeure.

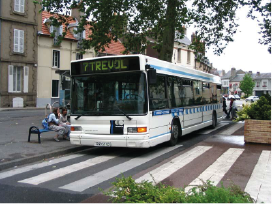
Un Heuliez Bus GX317 n°219 sur la ligne 7 du réseau MayBus Moulins, le 14 juin 2005.

### 2006–12 (période Transdev)
Transdev prit le contrôle des transports urbains de l'agglomération moulinoise en 2006. Début 2007 est annoncé qu'un nouveau réseau serait lancé sous un nouveau nom commercial : Aléo.
| Ligne   | Type      | Arrêt(s) de départ                                                                  | Arrêt(s) d'arrivée                                  |
| ------- | --------- | ----------------------------------------------------------------------------------- | --------------------------------------------------- |
| 1       | Grandes   | Zone d'Activités Le Larry ou Fromenteau                                             | Mairie d'Avermes                                    |
| 2       | Grandes   | Zone Industrielles Colbert ou Yzeure Le Plessis                                     | Les Chartreux ou Parc Logistique Nord ou Le Ravard  |
| 3       | Grandes   | Place des Martyrs                                                                   | Zone d'Activités Les Coquinets ou Yzeure Le Plessis |
| 4       | Grandes   | Yzeure La Garenne ou Yzeure Cimetière ou Yzeure Hôtel de Ville ou Collège F. Villon | Gare SNCF                                           |
| 5       | Grandes   | L'Ovive ou Thonier / Champins ou Yzeurespace                                        | Yzeure Parc de Grillet ou Zone Commerciale Nord     |
| 6       | Grandes   | Place Jean Moulin                                                                   | Yzeure Parking Grillet                              |
| 7       | Scolaires | Trévol Croix de Vaux                                                                | Gare M. Desboutin                                   |
| 8       | Scolaires | Lycée Agricole Neuvy                                                                | Lycée Banville                                      |
| 9       | Scolaires | Bressolles Les Plantes                                                              | Yzeure Parking Grillet                              |
| 7 TAD   | TAD       | Trévol Croix de Vaux                                                                | Mairie d'Avermes                                    |
| 8 TAD   | TAD       | Pl. Jean Moulin                                                                     | Tournemotte                                         |
| 9 TAD   | TAD       | Pl. Jean Moulin                                                                     | Les Guenaudins                                      |
| NAVETTE | TAD       | Gare SNCF                                                                           | Centre Pénitentiaire                                |
| 11      | TAD       | Mairie d'Avermes                                                                    | Zone d'Activités Pré-Vert                           |

### 2012–19 (période RATP Dev)
En 2012, RATP Dev a remporté l'appel d'offres pour exploiter les services de transports de l'agglomérationa via sa filiale local Moulins Mobilité. Le contrat a pris fin le 31 août 2019 après sept ans de collaboration et après décision de Moulins Communauté de donner l'exploitation du réseau à Keolis (groupe SNCF) à la suite d'un appel d'offres à partir du 1er septembre 2019 pour une durée de six ans.

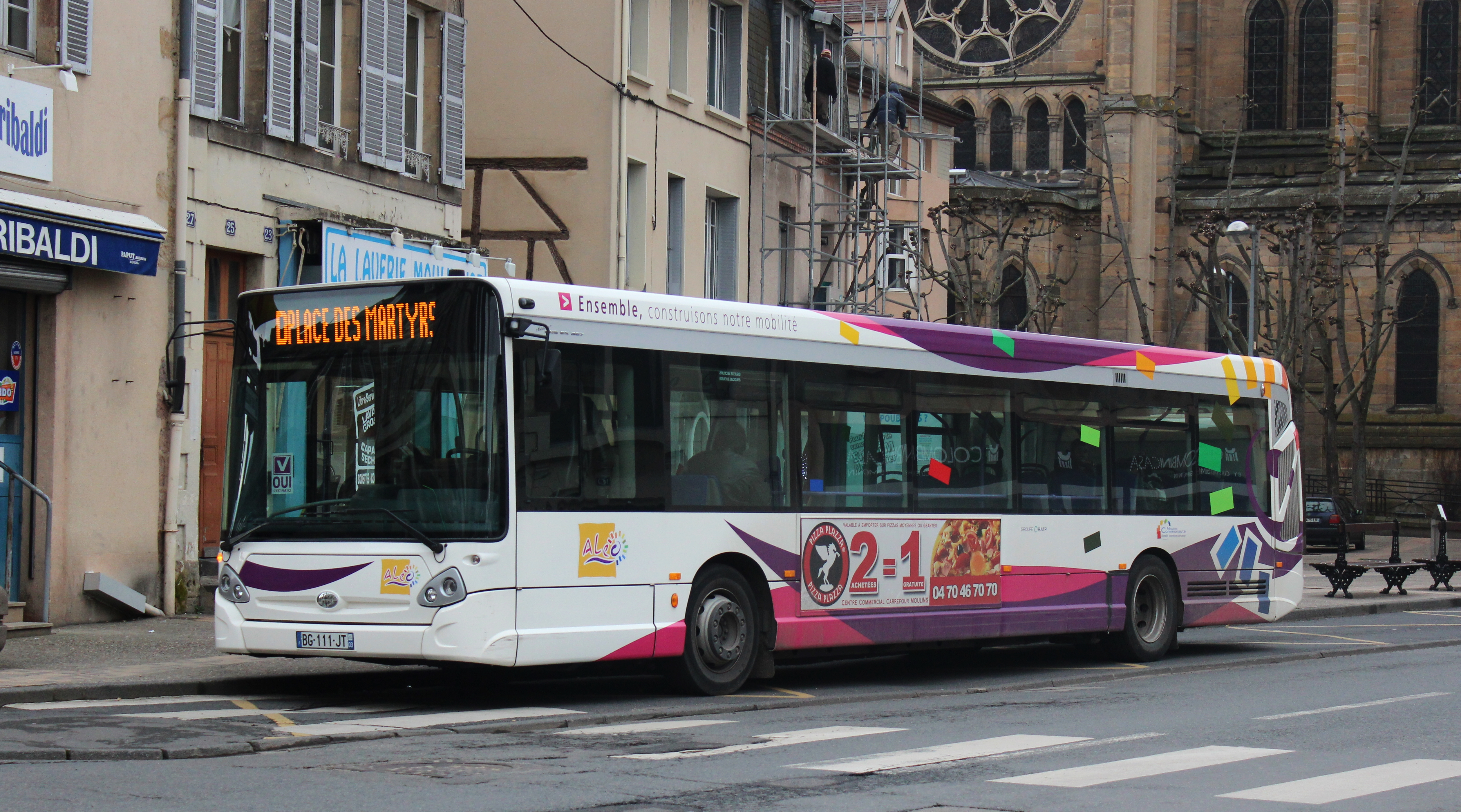
Un Heuliez Bus GX327 de RATP Dev sur la ligne D revêtant l'ancienne livrée Aléo Moulins, le 12 mars 2013.

| Ligne | Type      | Arrêt(s) de départ                              | Arrêt(s) d'arrivée                                                    |
| ----- | --------- | ----------------------------------------------- | --------------------------------------------------------------------- |
| A     | Grandes   | Fromenteau                                      | Zone Commerciale Nord                                                 |
| B     | Grandes   | Place Jean Moulin                               | Portes d'Avermes                                                      |
| C     | Grandes   | Yzeure Le Plessis                               | Portes de l'Allier ou Portes d'Avermes                                |
| D     | Grandes   | Place des Martyrs                               | Yzeure Le Plessis                                                     |
| E     | Scolaires | Collège Anne de Beaujeu                         | Trévol Croix de Vaux                                                  |
| F     | Scolaires | Yzeure Hôtel de Ville ou Yzeure Parking Grillet | Bressolles Les Plantes                                                |
| G     | Scolaires | Lycée Agricole Neuvy                            | Lycée Banville                                                        |
| H     | Scolaires | Z.A. Le Larry                                   | Gare SNCF                                                             |
| S5    | Scolaires | Yzeure Hôtel de Ville                           | Commissariat - Lycée Banville ou Collège Émile Guillaumin - Florilège |

## Lignes du réseau
Depuis le 1er septembre 2019, le réseau Aléo, désormais sous l'égide de Keolis via sa filiale locale Keolis Moulins, est doté de dix lignes de bus lesquelles sont divisées en trois groupes :
- Essentielle ou Armature : ligne A
- Principales : lignes B et C
- Scolaires : lignes D, E, F, G, H, I et J

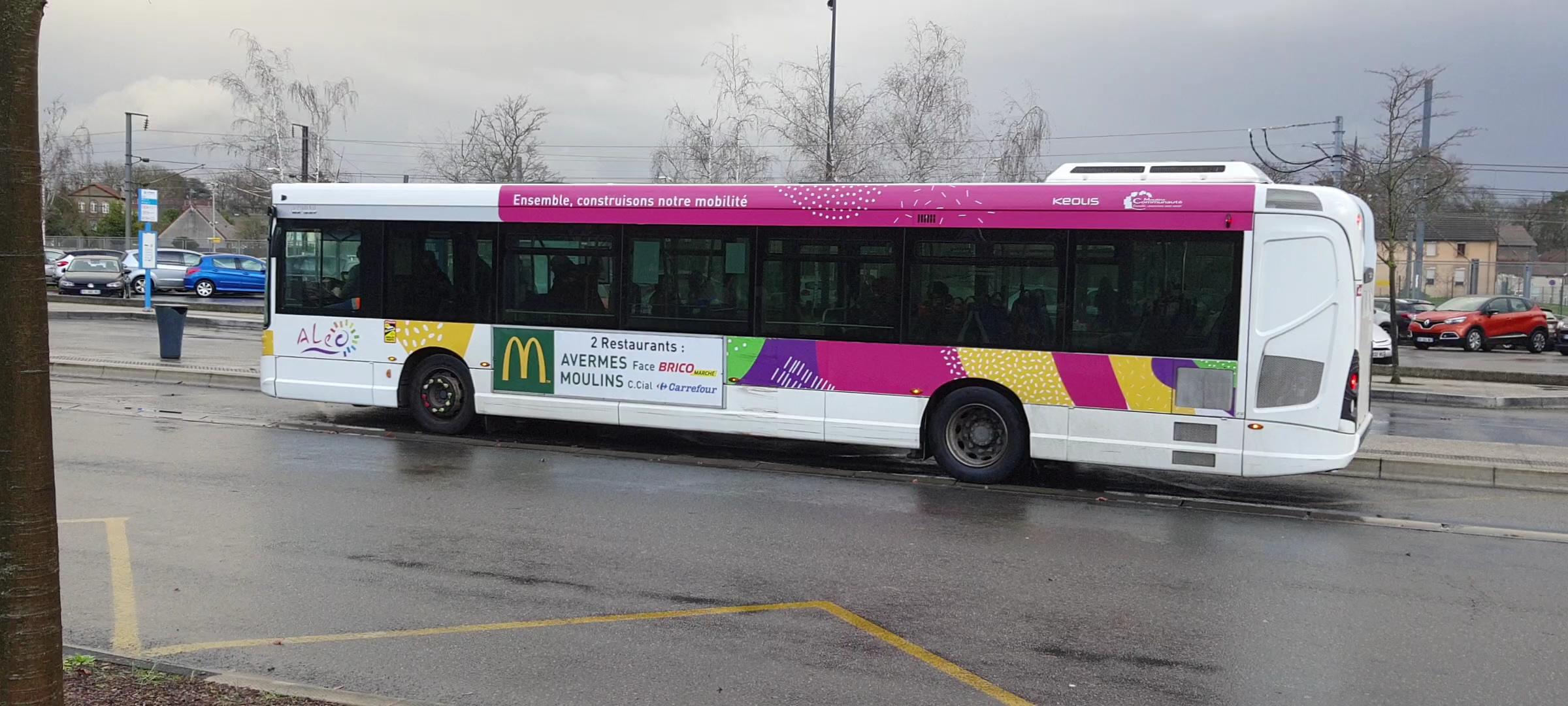

### Ligne essentielleouarmature
| - Centre hospitalier (Moulins) - Clinique Saint-Odilon (Moulins) - Collège Anne-de-Beaujeu (Moulins) - Collège Émile-Guillaumin (Moulins) | - École de Musique (Moulins) - Gare SNCF (Moulins) - Lycée Théodore-de-Banville (Moulins) - Mairie d'Avermes | - Médiathèque communautaire (Moulins) - Parc des Expositions (Avermes) - Zone commerciale nord dont hypermarché E.Leclerc (Avermes) - Zone commerciale sud dont hypermarché Carrefour (Moulins / Yzeure) |

| Du lundi au vendredi en période scolaire - Fonctionne de 06 h 52 à 20 h 03 avec 42 missions dans chaque sens de circulation - Fréquence de passage : toutes les 15 min en heures de pointe, toutes les 20 min en heures creuses | Le samedi et petites vacances scolaires - Fonctionne de 07 h 06 à 20 h 03 avec 38 missions dans chaque sens de circulation - Fréquence de passage : toutes les 20 min toute la journée |

### Lignes principales
| - Centre National du Costume de Scène (Moulins) - Chambre de Commerce et d'Industrie de l'Allier (Moulins) - Collège François-Villon (Yzeure) - Commissariat de Police (Moulins) - Conseil Départemental de l'Allier (Moulins) | - Gare SNCF (Moulins) - Hôtel de Ville d'Yzeure - Lycée Jean-Monnet (Yzeure) - Lycée Théodore-de-Banville (Moulins) - Médiathèque communautaire (Moulins) | - Multiplexe (Moulins) - Palais de Justice (Moulins) - Préfecture de l'Allier (Moulins) - Rive gauche de Moulins (Moulins) - Théâtres municipaux de Moulins et d'Yzeure |

| Du lundi au vendredi en période scolaire - Fonctionne de 06 h 49 à 20 h 07 avec 30 missions dans chaque sens de circulation - Fréquence de passage : toutes les ~20 min en heures de pointe, toutes les ~30 min en heures creuses | Le samedi et petites vacances scolaires - Fonctionne de 06 h 52 à 20 h 01 avec 26 missions dans chaque sens de circulation - Fréquence de passage : toutes les ~30 min toute la journée |

| - Arrière-pays avermois - Centre pénitentiaire (Yzeure) - Commissariat de Police (Moulins) - Conseil Départemental de l'Allier (Moulins) - Collège Charles-Péguy (Moulins) | - Collège François-Villon (Yzeure) - École supérieure du professorat et de l'éducation (Moulins) - Gare SNCF (Moulins) - Lycée Théodore-de-Banville (Moulins) - Médiathèque communautaire (Moulins) | - Palais de Justice (Moulins) - Préfecture de l'Allier (Moulins) - Théâtres municipaux de Moulins et d'Yzeure - Zone commerciale nord dont hypermarché E.Leclerc (Avermes) - Zone commerciale sud dont hypermarché Carrefour (Moulins / Yzeure) |

| Du lundi au vendredi en période scolaire - Fonctionne de 06 h 23 à 19 h 30 avec 20 missions dans chaque sens de circulation pour le tronçon (a) et 6 missions dans chaque sens de circulation pour le tronçon (b) - Fréquence de passage : pour le tronçon nord (a) toutes les 30 min toute la journée pour le tronçon sud (b) toutes les 30 min en heures de pointe toutes les 60 min en heures creuses | Du lundi au vendredi en petites vacances scolaires - Fonctionne de 06 h 53 à 19 h 30 avec 18 missions dans chaque sens de circulation - Fréquence de passage : toutes les 30 min en heures de pointe toutes les 60 min en heures creuses | Le samedi toute l'année - Fonctionne de 07 h 23 à 19 h 30 avec 17 missions dans chaque sens de circulation - Fréquence de passage : toutes les 30 min l'après-midi toutes les 60 min avant et au-delà |

### Lignes scolaires
| - Cimetière de Moulins - Collège François-Villon (Yzeure) - Gendarmerie de Moulins | - Institut de Formation Interprofessionnel (Avermes) - Lycée Jean-Monnet (Yzeure) - Mairie d'Avermes | - Hôtel de Ville d'Yzeure |

| Les lundi, mardi, jeudi et vendredi en période scolaire - Fréquence de passage : 4 missions dans le sens pair (2 le matin et 2 l'après-midi) 4 missions dans le sens impair (1 le matin et 3 l'après-midi) | Le mercredi en période scolaire - Fréquence de passage : 2 missions dans le sens pair (2 le matin) 2 missions dans le sens impair (1 le matin et 1 le midi) |

| - Cimetière de Moulins - Cimetière de Trévol - Collège Anne-de-Beaujeu (Moulins) | - École de Musique (Moulins) - Gendarmerie de Moulins - Institut de Formation Interprofessionnel (Avermes) | - Lycée Théodore-de-Banville (Moulins) - Mairie de Trévol |

| Les lundi, mardi, jeudi et vendredi en période scolaire - Fréquence de passage : 5 missions dans le sens pair (2 le matin et 3 l'après-midi) 4 missions dans le sens impair (1 le matin et 3 l'après-midi) | Le mercredi en période scolaire - Fréquence de passage : 3 missions dans le sens pair (2 le matin et 1 le midi) 2 missions dans le sens impair (1 le matin et 1 le midi) |

| - Collège Anne-de-Beaujeu (Moulins) - Collège François-Villon (Yzeure) - École de Musique (Moulins) | - Gare SNCF - Hôtel de Ville d'Yzeure - Lycée Jean-Monnet (Yzeure) | - Mairie de Bressolles - Médiathèque communautaire (Moulins) |

| Les lundi, mardi, jeudi et vendredi en période scolaire - Fréquence de passage : 5 missions dans le sens pair (2 le matin et 3 l'après-midi) [Dernière mission limitée à Pont Régemortes] 3 missions dans le sens impair (3 l'après-midi) | Le mercredi en période scolaire - Fréquence de passage : 2 missions dans le sens pair (2 le matin) 1 mission dans le sens impair (1 le midi) |

| - Collège Anne-de-Beaujeu (Moulins) - École de Musique (Moulins) | - Lycée Agricole de Neuvy - Lycée Théodore-de-Banville (Moulins) | - Médiathèque communautaire (Moulins) |

| Les lundi, mardi, jeudi et vendredi en période scolaire - Fréquence de passage : 4 missions dans le sens pair (1 le matin et 3 l'après-midi) 5 missions dans le sens impair (2 le matin et 3 l'après-midi) [Dernière mission limitée à Pont Régemortes] | Le mercredi en période scolaire - Fréquence de passage : 2 missions dans le sens pair (1 le matin et 1 le midi) 3 missions dans le sens impair (2 le matin et 1 le midi) |

| - Chambre de Commerce et d'Industrie de l'Allier (Moulins) - Clinique Saint-Odilon (Moulins) - Collège Anne-de-Beaujeu (Moulins) - Collège Émile-Guillaumin (Moulins) - Commissariat de Moulins | - Conseil Département de l'Allier (Moulins) - École de Musique (Moulins) - Gare SNCF (Moulins) - Lycée Théodore-de-Banville (Moulins) - Mairie de Toulon-sur-Allier | - Palais de Justice (Moulins) - Préfecture de l'Allier (Moulins) - Théâtre municipal de Moulins - Zone commerciale sud dont hypermarché Carrefour (Moulins / Yzeure) |

| Les lundi, mardi, jeudi et vendredi en période scolaire - Fréquence de passage : 5 missions dans le sens pair (2 le matin et 3 l'après-midi) [Première mission limitée à Robinson] 5 missions dans le sens impair (2 le matin et 3 le midi) [Dernière mission limitée à Robinson] | Le mercredi en période scolaire - Fréquence de passage : 3 missions dans le sens pair (2 le matin et 1 le midi) 3 missions dans le sens impair (2 le matin et 1 le midi) |

| - Collège Anne-de-Beaujeu (Moulins) - Collège Émile-Guilaumin (Moulins) - Collège François-Villon (Yzeure) | - École de Musique (Moulins) - Hôtel de Ville d'Yzeure - Lycée Jean-Monnet (Yzeure) | - Lycée Théodore-de-Banville (Moulins) - Médiathèque communautaire (Moulins) |

| Les lundi, mardi, jeudi et vendredi en période scolaire - Fréquence de passage : 3 missions dans le sens pair (2 le matin et 1 l'après-midi) 3 missions dans le sens impair (2 le matin et 1 l'après-midi) | Le mercredi en période scolaire - Fréquence de passage : 3 missions dans le sens pair (2 le matin et 1 le midi) 3 missions dans le sens impair (2 le matin et 1 le midi) |

| - Gare SNCF - École de Musique (Moulins) - Collège Anne-de-Beaujeu (Moulins) - Lycée Banville - Commissariat de Moulins - Chambre de Commerce et d'Industrie de l'Allier (Moulins) - Conseil Département de l'Allier (Moulins) | - Collège Charles Péguy - Campus Universitaire - Cimetière de Moulins - Gendarmerie de Moulins - Institut de Formation Interprofessionnel (Avermes) - Zone Commerciale Nord (Avermes) - Zone d'Activités Les Petits Vernats |  |

| Les lundi, mardi, jeudi et vendredi en période scolaire - Fréquence de passage : 4 missions dans le sens pair (2 le matin et 2 l'après-midi) 4 missions dans le sens impair (1 le matin et 3 l'après-midi) | Le mercredi en période scolaire - Fréquence de passage : 2 missions dans le sens pair (2 le matin) 2 missions dans le sens impair (1 le matin et 1 le midi) |

### Navettes scolaires
| - Collège Charles-Péguy (Moulins) | - Hôtel de Ville d'Yzeure | - Lycée Jean-Monnet (Yzeure) |

| Les lundi, mardi, jeudi et vendredi en période scolaire - Fréquence de passage : 1 mission dans le sens pair (1 le matin) 1 mission dans le sens impair (1 l'après-midi) | Le mercredi en période scolaire - Fréquence de passage : 1 mission dans le sens pair (1 le matin) 1 mission dans le sens impair (1 le midi) |

| - Lieux majeurs desservis : Liste complète des arrêts - Lycée Agricole de Neuvy | - Amplitudes horaires Le mercredi en période scolaire - Fréquence de passage : 1 mission dans le sens pair (1 le matin) 1 mission dans le sens impair (1 l'après-midi) |

### Transport à la demande
| Aléo sur Mesure & Aléo PMR (Personne à Mobilité Réduite) | | | |
| Zone                                                     | Communes et points de départ | Quand ? | Vers où ? |
| 1A                                                       | Avermes, Moulins, Yzeure (depuis un point d'arrêt : <1 km ; depuis le domicile : >1 km ou PMR >80%) | du lundi au samedi de 08h à 19h | - Destination précise (PMR seulement) - Gare SNCF - Place Jean-Moulin - Hôpital général - Cimetière de Moulins - Cimetière d'Yzeure - Préfecture - Centre hospitalier spécialisé d'Yzeure - Place d'Allier - Clinique Saint-Odilon - L'Ovive - Mairie d'Avermes - Hôtel de Ville d'Yzeure - Complexe de la Raquette - Zones commerciales (sous conditions) |
| 1B                                                       | Bressolles, Neuvy, Toulon-sur-Allier, Trévol (depuis un point d'arrêt : <1 km ; depuis le domicile : >1 km ou PMR >80%) | du lundi au samedi de 08h à 19h | - Destination précise (PMR seulement) - Gare SNCF - Place Jean-Moulin - Hôpital général - Cimetière de Moulins - Cimetière d'Yzeure - Préfecture - Centre hospitalier spécialisé d'Yzeure - Place d'Allier - Clinique Saint-Odilon - L'Ovive - Mairie d'Avermes - Hôtel de Ville d'Yzeure - Complexe de la Raquette - Zones commerciales (sous conditions) |
| 2                                                        | Aubigny, Aurouër, Bagneux, Bessay-sur-Allier, Besson, Bresnay, Chapeau, Chemilly, Chézy, Coulandon, Gennetines, Gouise, Marigny, Montbeugny, Montilly, Neuilly-le-Réal, Saint-Ennemond, Souvigny, Villeneuve-sur-Allier (depuis le domicile)                                                                           | du lundi au samedi de 09h à 12h et de 13h30 à 17h | - Destination précise (PMR seulement) - Gare SNCF - Place Jean-Moulin - Hôpital général - Cimetière de Moulins - Cimetière d'Yzeure - Préfecture - Centre hospitalier spécialisé d'Yzeure - Place d'Allier - Clinique Saint-Odilon - L'Ovive - Mairie d'Avermes - Hôtel de Ville d'Yzeure - Complexe de la Raquette - Zones commerciales (sous conditions) |
| 3                                                        | Secteur Chevagnes : Chevagnes, Gannay-sur-Loire, Garnat-sur-Engièvre, Lusigny, Paray-le-Frésil, Saint-Martin-des-Lais, Thiel-sur-Acolin Secteur Lurcy-Lévis : Château-sur-Allier, Couzon, Le Veurdre, Limoise, Lurcy-Lévis, Neure, Pouzy-Mézangy, Saint-Léopardin-d’Augy Secteur Dornes : Dornes, Saint-Parize-en-Viry | Secteur Chevagnes : le vendredi matin (arrivées à 09h et départs de 12h et 13h) et le samedi après-midi (arrivées à 13h50 et départs de 17h30 à 18h30) Secteur Lurcy-Lévis : le lundi matin (arrivées de 08h à 09h et départs de 11h30 à 13h10) et le mercredi après-midi (arrivées de 12h55 et 14h30 et départs de 17h à 18h15) Secteur Dornes : le vendredi matin et le samedi après-midi (depuis le domicile) | Secteur Chevagnes : - Gare SNCF - Hôpital général - Place d'Allier Secteur Lurcy-Lévis : - Centre-Bourg (à Lurcy-Lévis) - Collège (à Lurcy-Lévis) Secteur Dornes : - Gare SNCF - Hôpital général - Place d'Allier |
| Autres services Aléo sur Mesure                          | | | |
| Service                                                  | Communes et points de départ | Quand ? | Vers où ? |
| Tempo                                                    | Avermes, Moulins, Yzeure (depuis un point d'arrêt) | tout l'année du lundi au vendredi de 04h30 à 07h et de 19h à 20h30 | - Centre hospitalier Moulins - Centre hospitalier spécialisé d'Yzeure - Commerces et entreprises sur l'axe Route de Lyon - Commerces et entreprises sur l'axe Route de Paris - Parc d'activités de la Mothe à Moulins / Yzeure - Parc d'activités Robet à Yzeure - Parc des Petits Vernats                                                                 |
| Campus                                                   | Moulins (depuis la gare SNCF) | dimanche / certains jours (fériés) / veille de rentrée de 19h à 21h30 | - Place d'Allier - Lycée Théodore-de-Banville - École d'infirmiers - IUT - Champins - ESPE - Lycée Jean-Monnet - Lycée Agricole de Neuvy |
| Navette                                                  | Moulins (depuis l'arrêt Robinson desservi par les lignes A, C et H) | du lundi au samedi de 08h à 18h | - Centre pénitentiaire |

## Tarification

### Bus
| Type               | Moins de 26 ans                                                    | Pour tous                                               | Tarifs réduits                                 |
| ------------------ | ------------------------------------------------------------------ | ------------------------------------------------------- | ---------------------------------------------- |
| Ticket unitaire    | 1,30 €                                                             | 1,30 €                                                  | 1,30 €                                         |
| Ticket journée     | 3,00 €                                                             | 3,00 €                                                  | 3,00 €                                         |
| Carte rechargeable | N/A                                                                | Aléo Multi 1,12 € par voyage de 5 à 50 voyages          | Aléo Multi 0,65 € par voyage de 5 à 50 voyages |
| Abonnement mensuel | AléOr Évasion 17,00 € au mois                                      | AléOr Liberté 30,00 € au mois                           | AléOr Liberté 13,90 € au mois                  |
| Abonnement annuel  | AléOr Évasion 138,00 € à l'année (soit 11,50 € au mois)            | AléOr Liberté 294,00 € à l'année (soit 24,50 € au mois) | N/A                                            |
| Abonnement annuel  | Aléo Spéciale Scolaire Gratuite (hors frais de dossier de 22,50 €) | AléOr Liberté 294,00 € à l'année (soit 24,50 € au mois) | N/A                                            |

### Transport à la demande
| Type            | Zone 1                                      | Zone 2 | Zone 3 |
| --------------- | ------------------------------------------- | ------ | ------ |
| Aléo PMR        | 1,30 €                                      | 1,50 € | N/A    |
| Aléo sur Mesure | 1,50 €                                      | 1,50 € | 1,50 € |
| Aléo Tempo      | 1,50 € Carte d'abonnement mensuel ou annuel | N/A    | N/A    |

## Parc de véhicules
En novembre 2023, le parc d'autobus du réseau Aléo est composé de 26 véhicules dont 17 bus standards et 9 midibus. Au sein de cette flotte, les autres véhicules sont équipés de moteurs Diesel.

### Bus standards
| Constructeur  | Modèle             | Nombre | Numéros de parc  | Période de mise en service       | Affectation      | Observation |
| ------------- | ------------------ | ------ | ---------------- | -------------------------------- | ---------------- | --- |
| Heuliez Bus   | GX 337             | 1      | 44               | Entre février 2017 et avril 2014 | A, B, C, E       | - 44 Ex-Lignes d’Azur. |
| MAN           | Lion's City A21    | 5      | 81-85            | Janvier 2020                     | A, B, C, E, F    | - Bus neufs. |
| MAN           | Lion's City LE A78 | 1      | 72               | Janvier 2014                     | E, F, G, H       | - 72 Ex-TedBUS. |
| Mercedes-Benz | Citaro C2          | 3      | 89-91            | Entre avril 2014 et juin 2016    | A, B, C, E       | - 89 et 91 Ex-Lignes d'Azur. - 90 Ex-Lila Presqu'île.                                                                                                   |
| Mercedes-Benz | Citaro Facelift    | 7      | 75, 78-80, 86-88 | Entre août 2008 et décembre 2012 | A, B, C, E, F, G | - 75 Ex-TAN (Narbonne). - 78 Ex-CmonBus (Chaumont). - 79 et 80 Ex-Société de Transports de l'Agglomération Stéphanoise. - 86-87 et 88 Ex-Lignes d'Azur. |

### Midibus
| Constructeur | Modèle | Nombre | Numéros de parc  | Période de mise en service   | Affectation         | Observation |
| ------------ | ------ | ------ | ---------------- | ---------------------------- | ------------------- | --- |
| Heuliez Bus  | GX 127 | 7      | 34-37, 43, 46-47 | Entre mai 2010 et avril 2014 | A, B, C, D, H, I, J | - 34 Ex-Mobivie. - 35 Ex-Aix en Bus. - 36 Ex-Aix en Bus. - 37 Ex-Mobivie. - 43 Ex-Mobivie. - 46 Ex-Libébus. - 47 Ex-Libébus. |
| Heuliez Bus  | GX 137 | 2      | 42, 45           | Entre août 2015 et mars 2017 | A, B, C, D, H, I, J | - 42 Ex-Mobivie. - 45 Ex-Lignes d’Azur.                                                                                      |

## Liste des arrêts
Un total de 160 arrêts (dont 4 sont partagés entre deux communes — et hors arrêt uniquement desservis par T.A.D.) desservis par les 9 lignes de bus du réseau Aléo sont recensés au 1er septembre 2019. Ils sont répartis comme suit :
- Avermes : 41 arrêts (30%)
- Bressolles : 4 arrêts (3%)
- Moulins : 51 arrêts dont 3 partagés (33%)
- Neuvy : 9 arrêts (6%)
- Toulon-sur-Allier : 7 arrêts dont 1 partagé (5%)
- Trévol : 5 arrêts (3%)
- Yzeure : 48 arrêts dont 4 partagés (31%)

| Arrêts \| Lignes                                                                                     | Arrêts \| Lignes                            | A  | B  | C  | D  | E  | F  | G  | H  | I  | TAD |
| --- | ------------------------------------------- | -- | -- | -- | -- | -- | -- | -- | -- | -- | --- |
| 8 mai Avermes                                                                                        | Accessible aux personnes à mobilité réduite | ▼▲ |    | ▼▲ |    |    |    |    |    |    |     |
| Albert Camus Yzeure                                                                                  | Accessible aux personnes à mobilité réduite |    | ▼▲ | ▼▲ |    |    |    |    |    |    |     |
| Alphonse Daudet Avermes                                                                              |                                             |    |    |    | ▼▲ |    |    |    |    |    |     |
| Ampère Yzeure                                                                                        |                                             |    |    | ▼  |    |    | ▼  |    |    |    |     |
| Arsenal Yzeure                                                                                       | Accessible aux personnes à mobilité réduite |    |    | ▼▲ |    |    |    |    |    |    | ✔️  |
| Aubépines Yzeure                                                                                     |                                             |    |    | ▼▲ |    |    |    |    |    |    |     |
| Barbès Yzeure                                                                                        |                                             |    |    |    |    |    |    |    |    |    | ✔️  |
| Bataillots Yzeure                                                                                    |                                             |    |    | ▼▲ |    |    | ▼▲ |    |    | ▼▲ |     |
| Bellecombe Yzeure                                                                                    |                                             |    |    |    |    |    |    |    |    | ▼▲ | ✔️  |
| Bellevue Neuvy                                                                                       |                                             |    |    |    |    |    |    | ▼▲ |    |    | ✔️  |
| Bellevue - Briand Yzeure                                                                             |                                             |    |    | ▲  |    |    | ▲  |    |    |    |     |
| Bergeron Vébret Yzeure                                                                               | Accessible aux personnes à mobilité réduite |    | ▼▲ |    | ▼▲ |    | ▼▲ |    |    | ▼▲ |     |
| Bernachets Toulon-sur-Allier                                                                         |                                             |    |    |    |    |    |    |    | ▼▲ |    | ✔️  |
| Bodin Yzeure                                                                                         | Accessible aux personnes à mobilité réduite |    |    | ▼▲ |    |    |    |    |    |    |     |
| Bourgogne Moulins                                                                                    |                                             |    | ▼▲ |    |    |    |    |    |    |    |     |
| Bressolles Les Plantes Bressolles                                                                    |                                             |    |    |    |    |    | ▼▲ |    |    |    | ✔️  |
| Centre Pénitentiaire Yzeure                                                                          |                                             |    |    | ▼▲ |    |    |    |    |    |    | ✔️  |
| Cerf-Volant Moulins                                                                                  |                                             |    | ▼▲ |    |    |    |    |    |    |    |     |
| Chambonnage Avermes                                                                                  | Accessible aux personnes à mobilité réduite | ▼▲ |    |    |    |    |    |    |    |    |     |
| Chambre de Commerce Moulins                                                                          | Accessible aux personnes à mobilité réduite |    | ▼▲ |    |    |    |    |    | ▼▲ |    |     |
| Champ Daillant Yzeure                                                                                |                                             |    |    |    |    |    |    |    |    |    | ✔️  |
| Chanoine Clément Moulins                                                                             |                                             |    |    |    |    |    | ▼▲ |    |    |    |     |
| Chavennes Avermes                                                                                    |                                             |    |    | ▼▲ |    |    |    |    |    |    |     |
| Charles Rispal Moulins                                                                               | Accessible aux personnes à mobilité réduite | ▼▲ |    |    |    |    |    |    |    |    |     |
| Château d'Eau Yzeure                                                                                 |                                             |    |    |    | ▼▲ |    |    |    |    |    |     |
| Châtelains Moulins                                                                                   |                                             | ▼▲ |    |    |    |    |    |    | ▼▲ |    |     |
| Chemel Moulins                                                                                       |                                             | ▼▲ |    |    |    |    |    |    | ▼▲ |    |     |
| CHS Yzeure Yzeure                                                                                    |                                             |    |    |    |    |    |    |    |    |    | ✔️  |
| Cimetière de Trévol Trévol                                                                           |                                             |    |    |    |    | ▲  |    |    |    |    | ✔️  |
| Cimetière YzeureYzeure                                                                               |                                             |    |    |    |    |    |    |    |    |    | ✔️  |
| Cimetière - Centre AssociatifMoulins                                                                 |                                             |    |    |    |    | ▲  |    |    |    |    | ✔️  |
| Clinique Saint Odilon Moulins                                                                        | Accessible aux personnes à mobilité réduite | ▼▲ |    |    |    |    |    |    | ▼▲ |    | ✔️  |
| Collège Anne de Beaujeu Moulins                                                                      | Accessible aux personnes à mobilité réduite |    |    |    |    | ▼▲ | ▼▲ | ▼▲ | ▼▲ | ▼▲ |     |
| Collège Charles Péguy Moulins                                                                        | Accessible aux personnes à mobilité réduite |    |    | ▼▲ |    |    |    |    |    |    |     |
| Collège Émile Guillaumin - Florilège Moulins                                                         | Accessible aux personnes à mobilité réduite | ▼▲ |    |    |    |    |    |    | ▼▲ | ▼▲ |     |
| Collège François Villon Yzeure                                                                       | Accessible aux personnes à mobilité réduite |    | ▼▲ | ▼▲ | ▼▲ |    | ▼▲ |    |    | ▼▲ |     |
| Commissariat - Lycée Banville Moulins                                                                | Accessible aux personnes à mobilité réduite |    | ▼▲ | ▼▲ |    |    |    |    | ▼▲ | ▼▲ |     |
| Complexe de la Raquette Yzeure                                                                       |                                             |    |    |    |    |    |    |    |    |    | ✔️  |
| Coquinets Yzeure                                                                                     |                                             |    |    | ▼▲ |    |    |    |    |    |    |     |
| Coupole Moulins                                                                                      | Accessible aux personnes à mobilité réduite | ▼▲ | ▼▲ | ▼▲ |    |    | ▼▲ |    | ▼▲ | ▼▲ |     |
| Courtais Moulins                                                                                     | Accessible aux personnes à mobilité réduite | ▼▲ |    |    |    |    | ▼▲ |    |    | ▼▲ |     |
| Debussy Yzeure                                                                                       |                                             |    |    |    | ▼▲ |    |    |    |    |    |     |
| Decize Moulins                                                                                       | Accessible aux personnes à mobilité réduite |    |    | ▼▲ | ▼▲ |    |    |    |    |    |     |
| Denis Papin Gare Yzeure                                                                              | Accessible aux personnes à mobilité réduite |    |    | ▲  |    |    | ▼  |    |    |    |     |
| Désert Avermes                                                                                       | Accessible aux personnes à mobilité réduite |    |    | ▼▲ |    |    |    |    |    |    |     |
| Duret Moulins                                                                                        |                                             | ▼▲ |    |    |    |    |    |    | ▼▲ |    |     |
| Dussour Yzeure                                                                                       |                                             |    |    |    |    |    |    |    |    | ▼▲ | ✔️  |
| École Ampère Yzeure                                                                                  |                                             |    |    |    |    |    |    |    |    | ▼▲ | ✔️  |
| École de Musique / Collège Anne de Beaujeu Moulins                                                   | Accessible aux personnes à mobilité réduite | ▼▲ |    |    |    | ▲  | ▼▲ | ▲  | ▲  | ▼▲ |     |
| École Durants Moulins                                                                                |                                             |    |    |    |    |    |    | ▼▲ |    |    |     |
| ESPE Moulins                                                                                         | Accessible aux personnes à mobilité réduite |    |    | ▼▲ |    |    |    |    |    |    |     |
| Étang Roux Trévol                                                                                    | Accessible aux personnes à mobilité réduite |    |    |    |    | ▼▲ |    |    |    |    | ✔️  |
| Étoile Moulins                                                                                       | Accessible aux personnes à mobilité réduite | ▼▲ |    | ▼▲ |    |    |    |    | ▼▲ |    |     |
| Four à Chaux Avermes                                                                                 |                                             |    |    | ▼▲ |    |    |    |    |    |    |     |
| Fromenteau Toulon-sur-Allier, Yzeure                                                                 | Accessible aux personnes à mobilité réduite | ▼▲ |    |    |    |    |    |    | ▼▲ |    |     |
| Gare SNCF Moulins                                                                                    | Accessible aux personnes à mobilité réduite | ▼▲ | ▼▲ | ▼▲ |    |    | ▼▲ |    | ▼▲ | ▼▲ | ✔️  |
| Gendarmerie Quartier Taguin Moulins                                                                  | Accessible aux personnes à mobilité réduite |    |    |    | ▼▲ | ▲  |    |    |    |    |     |
| Général Leclerc Yzeure                                                                               |                                             |    |    | ▼  |    |    | ▼  |    |    | ▼▲ |     |
| Georges Pompidou Moulins                                                                             |                                             |    |    |    |    | ▲  |    |    |    |    |     |
| Gloriette Yzeure                                                                                     |                                             |    |    |    |    |    |    |    |    |    | ✔️  |
| Grillet Yzeure                                                                                       | Accessible aux personnes à mobilité réduite |    | ▼▲ |    | ▼▲ |    |    |    |    |    |     |
| Groupe Scolaire Jean Moulin Avermes                                                                  | Accessible aux personnes à mobilité réduite | ▼▲ |    |    |    |    |    |    |    |    |     |
| Grosliers Moulins                                                                                    |                                             |    |    |    |    |    |    | ▼▲ |    |    |     |
| Gymnase de l'Europe Yzeure                                                                           |                                             |    |    |    |    |    |    |    |    |    | ✔️  |
| Haut Barrieux Yzeure                                                                                 |                                             |    |    |    | ▼▲ |    |    |    |    |    |     |
| Hôpital Général Moulins                                                                              | Accessible aux personnes à mobilité réduite | ▼▲ |    |    |    | ▼  |    |    |    |    | ✔️  |
| IFI 03 - Jean Baron Avermes                                                                          |                                             |    |    |    |    | ▼  |    |    |    |    |     |
| Jean Macé Yzeure                                                                                     |                                             |    |    | ▼▲ |    |    |    |    |    |    |     |
| Jean Thomas Trévol                                                                                   |                                             |    |    |    |    | ▼▲ |    |    |    |    | ✔️  |
| Jean Treyves Yzeure                                                                                  |                                             |    |    |    |    |    |    |    |    | ▼▲ |     |
| Jenner Yzeure                                                                                        |                                             |    |    |    |    |    |    |    |    | ▼▲ | ✔️  |
| L'Oridelle Bas Yzeure                                                                                |                                             |    |    |    | ▼▲ |    |    |    |    |    |     |
| L'Oridelle Haut Yzeure                                                                               | Accessible aux personnes à mobilité réduite |    |    |    | ▼▲ |    |    |    |    |    |     |
| La Chandelle Avermes                                                                                 |                                             |    |    |    | ▼▲ | ▼▲ |    |    |    |    |     |
| La Couasse Avermes                                                                                   |                                             |    |    |    |    | ▼▲ |    |    |    |    |     |
| La Faloterie Yzeure                                                                                  |                                             |    |    |    | ▼▲ |    |    |    |    |    |     |
| La Fraîcheur Bressolles                                                                              |                                             |    |    |    |    |    | ▼▲ |    |    |    | ✔️  |
| La Garenne Yzeure                                                                                    |                                             |    |    |    |    |    |    |    |    |    | ✔️  |
| La Mercy Yzeure                                                                                      | Accessible aux personnes à mobilité réduite |    | ▼▲ |    |    |    |    |    |    |    |     |
| La Mineuse Trévol                                                                                    |                                             |    |    |    |    | ▼▲ |    |    |    |    | ✔️  |
| La Murière Moulins                                                                                   |                                             |    | ▼▲ |    |    |    |    | ▼▲ |    |    |     |
| La Rigolée Avermes                                                                                   |                                             |    |    |    | ▼▲ | ▼▲ |    |    |    |    |     |
| Le Clos de l'Ermitage Yzeure                                                                         | Accessible aux personnes à mobilité réduite |    |    |    | ▼▲ |    |    |    |    |    |     |
| Le Grand Guet Toulon-sur-Allier                                                                      |                                             |    |    |    |    |    |    |    | ▼▲ |    | ✔️  |
| Le Plessis Europe Yzeure                                                                             | Accessible aux personnes à mobilité réduite |    | ▼▲ | ▼▲ |    |    |    |    |    |    |     |
| Le Vizier Toulon-sur-Allier                                                                          |                                             |    |    |    |    |    |    |    | ▼▲ |    | ✔️  |
| Les Bruyères Neuvy                                                                                   |                                             |    |    |    |    |    |    | ▼▲ |    |    | ✔️  |
| Les Cabottes Neuvy                                                                                   |                                             |    |    |    |    |    |    | ▼▲ |    |    | ✔️  |
| Les Capucines Yzeure                                                                                 |                                             |    |    |    |    |    |    |    |    |    | ✔️  |
| Les Chartreux Moulins                                                                                | Accessible aux personnes à mobilité réduite |    |    | ▼▲ |    |    |    |    |    |    |     |
| Les Chênes Neuvy                                                                                     |                                             |    |    |    |    |    |    | ▼▲ |    |    | ✔️  |
| Les Cladets Yzeure                                                                                   |                                             |    |    | ▼▲ |    |    |    |    |    |    |     |
| Les Gâteaux Moulins                                                                                  | Accessible aux personnes à mobilité réduite | ▼▲ |    |    |    | ▼  |    |    |    |    |     |
| Les Gaulins Avermes                                                                                  |                                             |    |    | ▼▲ |    |    |    |    |    |    |     |
| Les Grandes Vignes Avermes                                                                           | Accessible aux personnes à mobilité réduite |    |    | ▼▲ |    |    |    |    |    |    |     |
| Les Gravettes Avermes                                                                                | Accessible aux personnes à mobilité réduite |    |    | ▼▲ |    |    |    |    |    |    |     |
| Les Groitiers Avermes                                                                                |                                             |    |    | ▼▲ |    |    |    |    |    |    |     |
| Les Nonettes Trévol                                                                                  | Accessible aux personnes à mobilité réduite |    |    |    |    | ▼▲ |    |    |    |    | ✔️  |
| Les Petites Roches Avermes                                                                           | Accessible aux personnes à mobilité réduite |    |    | ▼▲ |    |    |    |    |    |    |     |
| Les Petits Champs Moulins                                                                            | Accessible aux personnes à mobilité réduite |    |    | ▼▲ | ▼▲ |    |    |    |    |    |     |
| Les Planchards Yzeure                                                                                | Accessible aux personnes à mobilité réduite |    | ▼▲ |    |    |    |    |    |    |    |     |
| Les Pouzeux Yzeure                                                                                   | Accessible aux personnes à mobilité réduite |    |    | ▼▲ |    |    |    |    |    |    |     |
| Les Romains Avermes                                                                                  |                                             |    |    |    |    |    |    |    |    |    | ✔️  |
| Les Ruettes Avermes                                                                                  |                                             |    |    | ▼▲ |    |    |    |    |    |    |     |
| Les Sabottes Avermes                                                                                 |                                             |    |    |    | ▼▲ |    |    |    |    |    |     |
| Les Signolles Avermes                                                                                |                                             |    |    |    |    | ▼▲ |    |    |    |    |     |
| Les Tuileries Yzeure                                                                                 |                                             |    |    |    |    |    |    |    |    |    | ✔️  |
| Les Vignes Bressolles                                                                                |                                             |    |    |    |    |    | ▼▲ |    |    |    | ✔️  |
| Les Virots Bressolles                                                                                |                                             |    |    |    |    |    |    |    |    | ✔️ |     |
| Lilas Yzeure                                                                                         |                                             |    |    |    |    |    |    |    |    |    | ✔️  |
| Louis Guillot Yzeure                                                                                 |                                             |    |    | ▼▲ |    |    |    |    |    |    |     |
| Lycée Agricole Neuvy Neuvy                                                                           |                                             |    |    |    |    |    |    | ▼▲ |    |    | ✔️  |
| Lycée Banville Moulins                                                                               | Accessible aux personnes à mobilité réduite | ▼▲ |    |    |    | ▼▲ |    | ▼▲ |    |    | ✔️  |
| Mairie d'Avermes Avermes                                                                             | Accessible aux personnes à mobilité réduite | ▼▲ |    | ▼▲ | ▼▲ |    |    |    |    |    | ✔️  |
| Mairie de Bressolles Bressolles                                                                      |                                             |    |    |    |    |    | ▼▲ |    |    |    | ✔️  |
| Mairie de Trévol Trévol                                                                              | Accessible aux personnes à mobilité réduite |    |    |    |    | ▼▲ |    |    |    |    | ✔️  |
| Maison des Communes Yzeure                                                                           | Accessible aux personnes à mobilité réduite |    |    | ▼▲ |    |    |    |    |    |    |     |
| Marcellange Yzeure                                                                                   |                                             |    |    |    |    |    |    |    |    |    | ✔️  |
| Médiathèque Moulins                                                                                  | Accessible aux personnes à mobilité réduite | ▼▲ | ▼▲ |    |    | ▼▲ |    | ▼▲ | ▼▲ | ▼▲ |     |
| Mozart Yzeure                                                                                        |                                             |    |    | ▼▲ |    |    |    |    |    |    |     |
| Multiplexe Moulins                                                                                   | Accessible aux personnes à mobilité réduite |    | ▼▲ |    |    |    |    |    |    |    |     |
| Nationale 7 Avermes                                                                                  | Accessible aux personnes à mobilité réduite | ▼▲ |    | ▼▲ |    |    |    |    |    |    |     |
| Neuvy Bourg Neuvy                                                                                    |                                             |    |    |    |    |    |    | ▼▲ |    |    | ✔️  |
| Origny Neuvy                                                                                         |                                             |    |    |    |    |    |    | ▼▲ |    |    | ✔️  |
| Ovive Yzeure                                                                                         |                                             |    |    |    |    |    |    |    |    |    | ✔️  |
| Palais de Justice Moulins                                                                            | Accessible aux personnes à mobilité réduite |    | ▼▲ | ▼▲ |    |    |    |    | ▼▲ |    |     |
| Parc des Expositions Avermes                                                                         | Accessible aux personnes à mobilité réduite | ▼▲ |    |    |    |    |    |    |    |    |     |
| Parc Villars Moulins                                                                                 |                                             |    | ▼▲ |    |    |    | ▼▲ | ▼▲ |    |    |     |
| Parmentier Yzeure                                                                                    |                                             |    |    |    |    |    | ▼  |    |    |    |     |
| Petit Godet Moulins, Yzeure                                                                          | Accessible aux personnes à mobilité réduite | ▼▲ |    | ▼▲ |    |    |    |    | ▼▲ |    |     |
| Place Cortet Moulins                                                                                 | Accessible aux personnes à mobilité réduite |    |    | ▼▲ |    |    |    |    |    |    |     |
| Place d'Allier Moulins                                                                               |                                             | ▼▲ | ▼▲ | ▼▲ |    | ▼▲ |    | ▼▲ | ▼▲ | ▼▲ | ✔️  |
| Place de Lattre de Tassigny Moulins                                                                  | Accessible aux personnes à mobilité réduite |    |    | ▼▲ |    |    |    |    |    |    |     |
| Place des Martyrs Moulins                                                                            | Accessible aux personnes à mobilité réduite |    | ▼▲ |    |    |    |    | ▼▲ |    |    |     |
| Place Jean Moulin Moulins                                                                            | Accessible aux personnes à mobilité réduite | ▼▲ | ▼▲ | ▼▲ |    | ▼▲ |    | ▼▲ | ▼▲ | ▼▲ | ✔️  |
| Plantes Martin Avermes                                                                               | Accessible aux personnes à mobilité réduite | ▼▲ |    |    | ▼▲ |    |    |    |    |    |     |
| Pont de Bois Moulins                                                                                 | Accessible aux personnes à mobilité réduite |    | ▼▲ |    |    |    |    |    |    |    |     |
| Pont du Diable Avermes                                                                               |                                             |    |    |    |    | ▼▲ |    |    |    |    |     |
| Pont Régemortes Moulins                                                                              | Accessible aux personnes à mobilité réduite |    | ▼▲ |    |    |    | ▼▲ | ▼▲ |    |    |     |
| Porte de Paris - Gaspard Roux Moulins                                                                |                                             |    |    |    |    | ▲  |    |    |    |    |     |
| Portes d'Avermes Avermes                                                                             | Accessible aux personnes à mobilité réduite |    |    | ▼▲ | ▼▲ |    |    |    |    |    |     |
| Portes de l'Allier Avermes                                                                           | Accessible aux personnes à mobilité réduite | ▼▲ |    | ▼▲ |    |    |    |    |    |    |     |
| Pré-Bercy Avermes                                                                                    | Accessible aux personnes à mobilité réduite | ▼▲ |    |    |    | ▼  |    |    |    |    |     |
| Préfecture / Conseil Départemental du 03 Moulins                                                     | Accessible aux personnes à mobilité réduite |    | ▼▲ | ▼▲ |    |    |    |    | ▼▲ |    | ✔️  |
| Prévoyance Yzeure                                                                                    |                                             |    |    |    |    |    |    |    |    |    | ✔️  |
| Repos Moulins                                                                                        |                                             |    |    |    | ▼▲ |    |    |    |    |    |     |
| Robinson Moulins, Yzeure                                                                             | Accessible aux personnes à mobilité réduite | ▼▲ |    | ▼▲ |    |    |    |    | ▼▲ |    | ✔️  |
| Route de Paris Avermes                                                                               | Accessible aux personnes à mobilité réduite | ▼▲ |    | ▼▲ |    |    |    |    |    |    |     |
| St-Bonnet Yzeure                                                                                     |                                             |    | ▼▲ |    | ▼▲ |    |    |    |    |    |     |
| St-Exupéry / Collège François Villon Yzeure                                                          |                                             |    |    | ▼▲ |    |    |    |    |    |    | ✔️  |
| Stade de Bellecombe Yzeure                                                                           |                                             |    |    |    |    |    |    |    |    | ▼▲ | ✔️  |
| Théâtre Moulins                                                                                      | Accessible aux personnes à mobilité réduite |    | ▼▲ | ▼▲ |    |    |    |    | ▼▲ |    |     |
| Thonier / Champins Moulins                                                                           | Accessible aux personnes à mobilité réduite | ▼▲ |    |    |    |    |    |    | ▼▲ |    |     |
| Torpilleur Sirocco Moulins                                                                           |                                             |    |    |    |    |    |    | ▼▲ |    |    | ✔️  |
| Toulon Bourg Toulon-sur-Allier                                                                       |                                             |    |    |    |    |    |    |    | ▼▲ |    | ✔️  |
| Toulon Mairie Toulon-sur-Allier                                                                      | Accessible aux personnes à mobilité réduite |    |    |    |    |    |    |    | ▼▲ |    |     |
| Tournemotte Neuvy                                                                                    |                                             |    |    |    |    |    |    | ▼▲ |    |    | ✔️  |
| Trévol Croix de Vaux Trévol                                                                          |                                             |    |    |    |    | ▼▲ |    |    |    |    | ✔️  |
| Val d'Allier Avermes                                                                                 |                                             |    |    | ▼▲ |    |    |    |    |    |    |     |
| Vallières Neuvy                                                                                      |                                             |    |    |    |    |    |    | ▼▲ |    |    | ✔️  |
| Yzeure Hôtel de Ville Yzeure                                                                         | Accessible aux personnes à mobilité réduite |    | ▼▲ |    | ▼▲ |    | ▼▲ |    |    | ▼▲ | ✔️  |
| Yzeure Le Plessis Yzeure                                                                             | Accessible aux personnes à mobilité réduite |    | ▼▲ | ▼▲ |    |    |    |    |    |    |     |
| Yzeure Parking Grillet Yzeure                                                                        |                                             |    |    |    |    |    | ▼▲ |    |    |    |     |
| Yzeurespace Yzeure                                                                                   | Accessible aux personnes à mobilité réduite |    | ▼▲ | ▼▲ |    |    |    |    |    |    |     |
| Z.A. Le Larry Toulon-sur-Allier                                                                      |                                             |    |    |    |    |    |    |    | ▼▲ |    | ✔️  |
| Z.A. Pré-Vert Avermes                                                                                |                                             |    |    |    |    | ▼▲ |    |    |    |    |     |
| ZI Colbert Yzeure                                                                                    |                                             |    |    | ▼▲ |    |    |    |    |    |    | ✔️  |
| Zone Commerciale Nord Avermes                                                                        | Accessible aux personnes à mobilité réduite | ▼▲ |    | ▼▲ |    |    |    |    |    |    | ✔️  |
| Zone Commerciale Sud Moulins, Yzeure                                                                 | Accessible aux personnes à mobilité réduite | ▼▲ |    | ▼▲ |    |    |    |    | ▼▲ |    | ✔️  |
| = arrêt adapté aux personnes handicapées ; ▼ sens pair de circulation ; ▲ sens impair de circulation |                                             |    |    |    |    |    |    |    |    |    |     |

## Critiques
À la suite de la mise en place début septembre 2019 du nouveau réseau Aléo par Keolis à la demande de la communauté d'agglomération de Moulins (Moulins Communauté), de nombreuses réactions de la part des usagers ainsi que des conducteurs-receveurs ont fait surface sur notamment la suppression de certains arrêts, d'horaires inadaptés et du nouveau matériel alloué au réseau généralement vétuste.